# Museo Taurino de Valencia
El museo Taurino de Valencia se encuentra ubicado en el pasaje Doctor Serra número 10 de Valencia (España), en un pasaje lateral de la plaza de toros de Valencia, en el centro de la ciudad.
Fue fundado en 1929, siendo uno de los más valiosos y antiguos de España. Alberga recuerdos y objetos taurinos de los siglos XVIII, XIX y XX y está concebido como espacio de difusión y centro de investigación y promoción del mundo de la tauromaquia. 
Es propiedad de la Diputación de Valencia, al igual que la plaza de toros. Justo en frente del museo se encuentra la Escuela de Tauromaquia de Valencia, donde los alumnos aprenden el arte de la tauromaquia.